# Список рек Эритреи

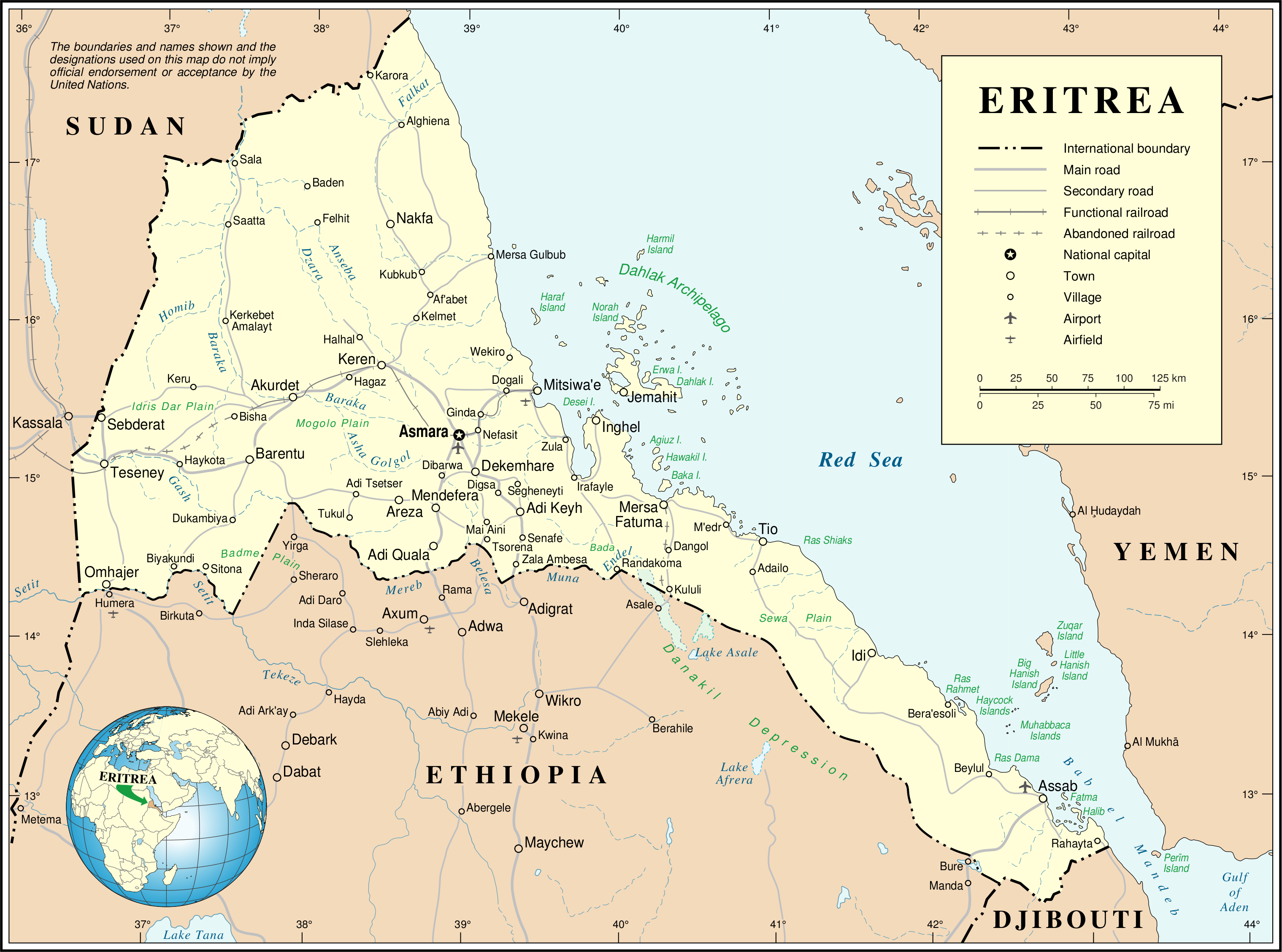
Карта Эритреи, на которой показаны основные реки

Река́ Эритре́и — река, берущая начало на территории Эритреи или протекающая через неё.
Большие и малые реки Эритреи, в основном, подразделяются на три группы:
- текущие на территорию Судана,
- впадающие в Красное море,
- текущие в направлении впадины Афар.

## Бассейн Средиземного моря
- Нил (Nile) (Египет, Судан)
  - Атбара (Atbarah River) (Судан)
    - Мэрэб (Mareb River) (или Гаш - Gash River) (впадает в Атбару только во время наводнений)
      - Обель (Obel River)

    - Тэкэзе (Tekezé River)

## Бассейн Красного моря
- Барка (Barka River)
  - Ансэба (Anseba River)
    - Зара (Zara River)
    - Кока (Koka River)
    - Фах (Fah River)

  - Могораиб (Mogoraib River)
  - Лангеб (Langeb River)
- Дамас (Damas River)
- Гонфале (Gonfale River)
- Уакиро (Wokiro River)
  - Лаба (Wadi Laba River)
- Хаддас (Haddas River)
  - Алугеде (Aligide River)
    - Баросио (Barosio River)
    - Гува (Guwa River)

  - Комайле (Comaile River)
  - Саато (Saato River)

## Список рек и речек Эритреи
- Алугеде
- Ансэба
- Барка
- Лаба
- Мэрэб
- Дамас
- Комайле
- Лебка
- Обель
- Тэкэзе
- Уакиро
- Хаддас